# Marta Torrejón
Marta Torrejón Moya (Mataró, 1990. február 27. –) spanyol női válogatott labdarúgó, a Barcelona védője.

## Pályafutása
Labdarúgó családban nőtt fel. Apja és nagybátyjai korábban játékosok voltak, testvére Marc a korosztályos válogatottban is szerepelt. Gyermekkorában rajongott a teniszért, hétévesen mégis a foci mellett döntött és iskolájában sajátította el a sportág alapjait. 12 évesen csatlakozott az Espanyolhoz, karrierje pedig a korosztályos fiúcsapatokban épült.

### Klubcsapatokban
A 2004–2005-ös Superligában mutatkozott be az első csapatban, mindössze 14 évesen. Klubjával bronzérmet szerzett első szezonjában, majd egy évvel később bajnoki címet ünnepelhetett társaival. Az Espanyolnál eltöltött időszak alatt klubja és az ország egyik legmeghatározóbb védőjévé vált.
2013-ban az Barcelonához szerződött. A kék-vörös együttessel a hazai sikerek mellett az nemzetközi porondon is több alkalommal bizonyíthatott. 2019-ben Bajnokok Ligája döntőt játszhatott.
2020. május 21-én két évvel hosszabbította meg szerződését a katalán csapatnál.

### A válogatottban
2007. november 25-én Anglia ellen debütált a válogatottban a 2009-es Európa-bajnokság egyik selejtező mérkőzésén.
Két Európa-bajnokságon (2013, 2017) és két világbajnokságon (2015, 2019) vett részt Spanyolország színeiben. A csapatkapitányként levezényelt franciaországi világverseny után jelentette be visszavonulását a válogatottól.

## Sikerei

### Klubcsapatokban
Spanyol bajnok (4):
- Espanyol (1): 2005–06
- Barcelona (3): 2013–14, 2014–15, 2019–20

 Spanyol kupagyőztes (3):
- Espanyol (4): 2006, 2009, 2010, 2012
- Barcelona (3): 2014, 2017, 2018

 Spanyol szuperkupa-győztes (1):
- Barcelona (1): 2020

 Copa Catalunya győztes (6):
- Barcelona (6): 2014, 2015, 2016, 2017, 2018, 2019

Bajnokok Ligája győztes (2):
- Barcelona (2): 2020–21, 2022–23

### A válogatottban
Spanyolország
- Algarve-kupa győztes: 2017
- Ciprus-kupa győztes: 2018
- SheBelieves-kupa ezüstérmes (1): 2020[4]

## Magánélete
A labdarúgás mellett egyetemi tanulmányait  elvégezve biológusi diplomát szerzett.